# Вербена лежача
Вербена лежача (Verbena supina) — вид трав'янистих рослин родини вербенові (Verbenaceae), поширений на півдні Європи, півночі Африки, у середземноморській Азії та на Кавказі. Етимологія: лат. supinus — «лежача».

## Опис
Однорічна рослина 10–40 см завдовжки. Стебло дуже розгалужене, часто лежаче. Рослина коротко шерстисто-волосиста. Середні листки двічі перисторозсічені; нижні — перистонадрізані, короткочерешчаті. Суцвіття колосоподібні, досить густі. Віночок блакитний.

## Поширення
Північна Африка: Алжир, Єгипет, Лівія, Марокко, Туніс; Європа: Угорщина; Молдова, Росія, Україна (у т.ч. Крим), Болгарія, колишня Югославія, Греція (у т.ч. Крит), Італія (у т.ч. Сардинія, Сицилія), Румунія, Португалія, Іспанія; Азія: Кіпр, Ірак, Ізраїль, Йорданія, Ліван, Сирія, Туреччина, Азербайджан, Грузія, Туркменістан.
В Україні зростає на піщаних місцях, в подах, біля доріг, на засмічених місцях — у Степу (на півдні), Степовому Криму (в околиці Джанкоя і Євпаторії і від Феодосії до Керчі).